# Neuer jüdischer Friedhof (Boulay-Moselle)

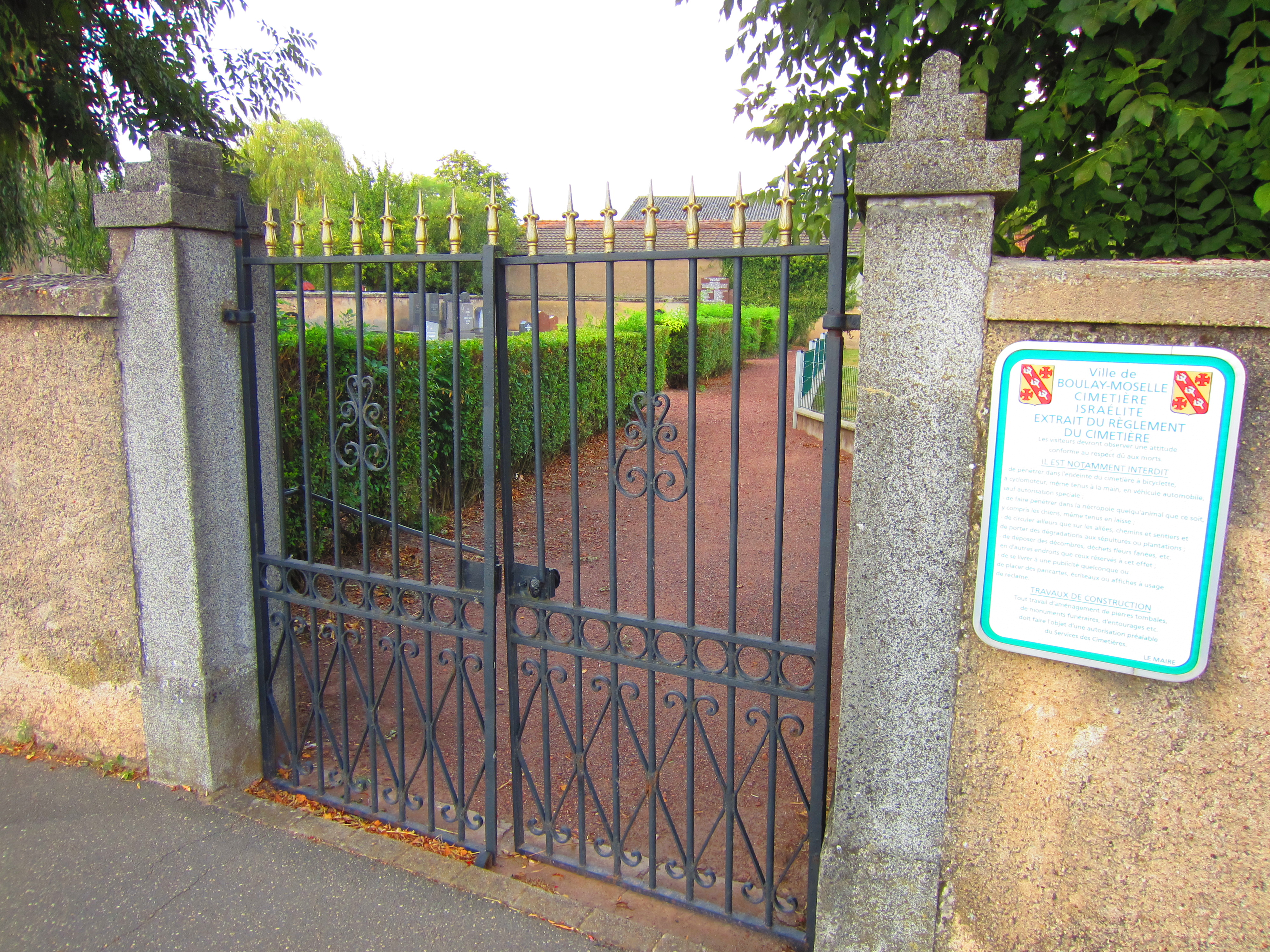
Eingang zum neuen jüdischen Friedhof in Boulay-Moselle

Der Neue jüdische Friedhof in Boulay-Moselle, einer französischen Gemeinde im Département Moselle in der historischen Region Lothringen, wurde um 1930 angelegt. 
Der jüdische Friedhof befindet sich in der Rue Général Newinger. Der Friedhof wurde 1940 von den deutschen Besatzern geschändet.